# مذبحة نانجنغ
مذبحة نانجنغ أو اغتصاب نانجينغ، (الصينية: 南京大屠殺) هي مجزرة ارتكبها الجيش الإمبراطوري الياباني بالقتل الجماعي للمدنيين الصينيين في نانجينغ (عاصمة جمهورية الصين) مباشرة بعد معركة نانجنغ في الحرب الصينية اليابانية الثانية، بدأت المجزرة في 13 ديسمبر 1937 واستمرت لستة أسابيع. كما ارتكب الجناة جرائم حرب أخرى مثل الاغتصاب الجماعي والنهب والحرق المتعمد. تعتبر هذه المجزرة واحدة من أسوأ الفظائع التي ارتكبت خلال الحرب العالمية الثانية.
كان الجيش الياباني قد توغل بسرعة في أراضي الصين بعد الاستيلاء على شنغهاي في نوفمبر 1937. وبحلول أوائل ديسمبر وصل إلى ضواحي نانجينغ. من المرجح أن سرعة تقدم الجيش الياباني كانت بسبب سماح قادة الجيش بالنهب والاغتصاب على طول الطريق. ومع اقتراب اليابانيين سحب الجيش الصيني الجزء الأكبر من قواته لأن مدينة نانجينغ لم تكن موقعًا دفاعيًا. هربت الحكومة المدنية في نانجينغ تاركة المدينة تحت السيطرة الفعلية للمواطن الألماني جون رابي الذي أسس اللجنة الدولية لمنطقة نانجينغ الآمنة. في 5 ديسمبر تم تنصيب الأمير ياسوهيكو أساكا كقائد ياباني في الحملة. هناك خلاف ما إذا كان أساكا قد أمر بالاغتصاب أو ببساطة وقف مكتوف الأيدي، إلا أن المؤكد أنه لم يتخذ أي إجراء لوقف المذبحة.
وصلت طلائع القوات اليابانية الأولى إلى المدينة في 13 ديسمبر وواجهت مقاومة قليلة. بدأت المذبحة في نفس اليوم حيث كانت القوات اليابانية تهاجم دون رادع. اعدم الجنود الصينيين بإجراءات محاكمة موجزة في انتهاك واضح لقوانين الحرب. تعرضت النساء والفتيات للاغتصاب الجماعي وانتشر النهب على نطاق واسع. تتراوح تقديرات عدد القتلى من 40,000 إلى أكثر من 300,000، وتراوح حالات الاغتصاب من 20,000 إلى أكثر من 80,000 حالة. ومع ذلك فإن معظم العلماء الموثوق بهم في اليابان ومن بينهم عدد كبير من الأكاديميين يدعمون ما توصلت إليه المحكمة العسكرية الدولية للشرق الأقصى والتي قدرت عدد القتلى بما لا يقل عن 200,000 وبما لا يقل عن 20,000 حالة اغتصاب.
انتهت المذبحة أخيرًا في أوائل عام 1938. كانت المنطقة الآمنة التي أسسها جون رابي ناجحة في الغالب، ويُنسب إليها إنقاذ ما لا يقل عن 200,000 شخص. بعد انتهاء الحرب العالمية الثانية، أُدين الضابطان اليابانيان ايواني ماتسوي وإيزامو تشو بارتكاب جرائم حرب بسبب أفعالهما في نانجينغ وأعدما شنقًا في عام 1948. أما الأمير أساكا فقد منح الحصانة بصفته فردًا من العائلة المالكة ولم يحاكم قط. ظلت هذه المذبحة نقطة خلاف بين الصين واليابان الحديثة، واتهم المراجعين التاريخيين والقوميين في اليابان بالتقليل من المذبحة أو إنكارها.

## الحدث
تسمى في الغرب بـ اغتصاب نانجنغ Rape of Nanking وتذكر في لغة يابانية على أنها أحداث نانجغ 南京事件 أو مذبحة نانجنغ 南京大虐殺. حدثت بعد أحداث معركة نانجنغ في سنة 1937 ميلادية. في يوم 13 ديسمبر عام 1937 وعلى مدى 6 أسابيع إلى شهرين قام جيش الاحتلال الياباني في مدينة نانجينغ بالصين بقتل ونهب واغتصاب لأسرى الجيش الصيني وكذلك لعامة سكان المدينة. تعتبر هذه المذبحة من أفظع جرائم القوات اليابانية في الحرب العالمية الثانية.

## الوضع العسكري
في آب من عام 1937، غزا الجيش الياباني شنغهاي، حيث واجه مقاومة شديدة وعانى من خسائر فادحة. كانت المعركة دمويّة حيث واجه الجانبان كل أنواع الاستنزاف خلال المعارك بين المناطق. بحلول منتصف تشرين الثاني، استولى اليابانيون على شنغهاي بمساعدة القصف البحري. قرر حينها مقرّ قيادة الأركان العامّة في طوكيو في البداية عدم توسيع الحرب بسبب الخسائر الكبيرة في الأرواح وبسبب انخفاض معنويات الجنود؛ ومع ذلك، في الأول من كانون الأول، أمر المقر الياباني الرئيسي الجيش في منطقة الصين الوسطى والجيش العاشر، بالاستيلاء على نانجنغ، عاصمة الصين في تلك الفترة.

## نقل العاصمة
بعد خسارة معركة شنغهاي، عرف شيانغ كاي شيك أن سقوط نانجنغ كان مسألة وقت فقط. ولقد أدرك هو ومن يعمل تحت إمرته أنهم لا يستطيعون المجازفة بإبادة قوات النخبة في دفاع رمزي يائس عن العاصمة. للحفاظ على الجيش من أجل المعارك المستقبلية، تم سحب معظم الجنود من العاصمة. كانت إستراتيجية شيانغ هي اتباع نصيحة مستشاريه الألمان بسحب الجيش الياباني إلى عمق الصين، واستعمال أراضي الصين الشاسعة كوسيلة دفاع طبيعية. خطط شيانغ لخوض حرب استنزاف طويلة من أجل تدمير اليابانيين في المناطق النائية من الصين.

## إستراتيجية الدفاع عن نانجنغ
في بيان صحفي للصحفيين الأجانب، أعلن تانغ شينجزي أن المدينة لن تستسلم وستقاتل حتّى الموت. جمع تانغ نحو 100 ألف جندي –غير مدربين بشكل جيد- بما في ذلك القوّات الصينية التي شاركت في معركة شنغهاي. كما أمر القوات بمراقبة الميناء وحراسته بناءً على تعليمات شيانج كاي شيك، من أجل منع المدنيين من الهروب من المدينة. قامت قوّات الدفاع عن المنطقة بسد الطرقات، وتدمير القوارب وإحراق القرى المجاورة، مما منع المدنيين من الخروج من المدينة على نطاق واسع. غادرت الحكومة الصينية مكانها في الأول من كانون الأول، وغادرها الرئيس في السابع عشر من كانون الأول، تاركاً مصير نانجنغ إلى لجنة دوليّة بقيادة جون راب.

في محاولة لتأمين الحصول على إذن لوقف إطلاق النار من الجنرال شيانغ كاي شيك، قام الألماني جون راب الذي كان يعيش في نانجنغ –والذي كان يتولّى منصب رئيس لجنة منطقة السلامة الدولية في نانجنغ- بالصعود على السفينة الحربية يو إس إس في 9 كانون الأوّل. من هذه السفينة الحربية أرسل جون راب برقيتين، الأولى كانت من خلال السفير الأمريكي في هانكو ووصلت إلى شيانغ. وطلبت من القوات الصينية «عدم القيام بأي عمليّات عسكريّة» في نانجنغ.

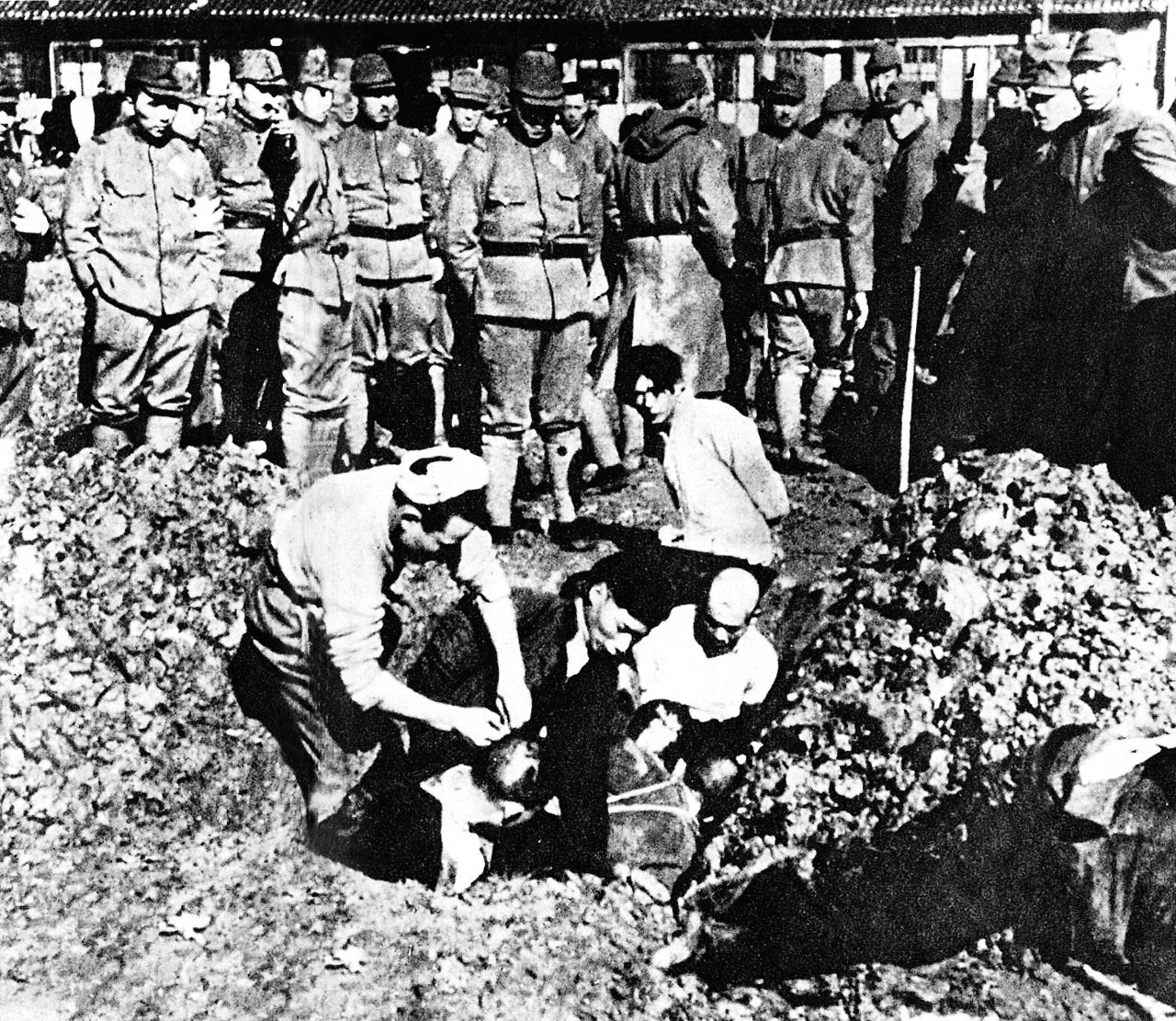
عملية دفن ماتبقى من الصينيين الأحياء في نانجينغ عام 1937م.

تم إرسال البرقية الثانية عبر شانغهاي إلى القادة العسكريين اليابانيين، داعين إلى وقف إطلاق النار لمدّة 3 أيام حتّى يتمكّن الصينيون من الانسحاب من المدينة. في اليوم التالي، في 10 كانون الأول، حصل جون راب على جوابه من قبل رتبة عسكرية عالية. أجاب السفير الأمريكي في هانكو، أنه على الرغم من تأييده لمقترح جون راب من أجل وقف إطلاق النار، إلا أن شيانغ لم يوافق. ويقول راب بأن السفير «بعث لنا برقيّة سرية منفصلة تقول لنا أنه تم إبلاغه رسميّاً من قبل وزارة الخارجية في هانكو بأن الجنرال تانغ وافق على هدنة مدتها 3 أيام، وأنه سيسحب قواته من نانجنغ. علاوةً على ذلك، أعلن شيانغ كاي شيك أنه ليس في وضع يسمح له بقبول مثل هذا العرض.»
هذا الرفض لخطّة اللجنة لوقف إطلاق النار، في ذهن راب، ختم مصير المدينة. كانت نانجنغ تتعرض للقصف المستمر لعدّة أيّام، وكانت القوات الصينية التي بقيت هناك محبطة للغاية وأخذت بشرب الكحوليّات بيأس قبل السقوط الحتمي للمدينة. في 11 كانون الأوّل، وجد راب أن الجنود الصينيون مازالوا يقيمون في مناطق الأمان، مما يعني أنهم أصبحوا مستهدفين من الهجومات اليابانّة، على الرغم من غالبيّة المدنيين الأبرياء المتواجدين في تلك المناطق. بعد فترة قصيرة، بدأ الجنود اليابانبون في تفجير قنابل يدويّة في مناطق اللاجئين.

## أعداد القتلى
يقدر بعض المؤرخون أعداد القتلى في مذبحة نانجنغ بحوالي مائتين إلى مائتين وخمسون ألف شخص. وحسب المؤرخة ايرس تشانج مؤلف كتاب " اغتصاب نانجغ - الهولوكوست المنسي في الحرب العالمية الثانية " تم تقدير عدد القتلى ب 260 الف قتيل وبعض الخبراء يميلون ان عدد القتلى قد وصل الى 350الف قتيل .

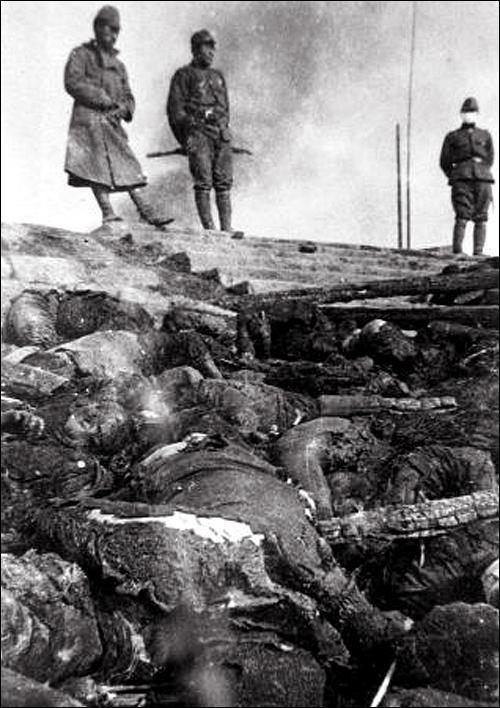
إحراق جثث القتلى من الجيش الصيني والمدنيين الصينيين في نانجينغ.

## التسمية
أثناء الحرب العالمية الثانية ودخول اليابان إلى الصين حدثت مذبحة نانجغ أو Nanking Massacre أو كما تطلق تُسمى بعض الأحيان باسم The Rape of Nanking
لأنه حصلت أيضاً حالات اغتصاب من قبل الجيش الياباني لأهالي المدينة عندما دخلها.

## سبب الغزو
البداية كانت في شهر أغسطس عام 1937 عندما غزا الجيش الياباني شنغهاي وكانت ذريعة اليابان هي اختفاء جندي ياباني عند معبر (ماركو بولو) قرب بكين وبسبب تلك الخلافات بين الشيوعين والوطنين استطاعت اليابان احتلال (منشوريا) بسهولة ورمى الشيوعيين والوطنين خلافاتهم خلف أظهرهم في الصين.

## من تناحر إلى تحالف

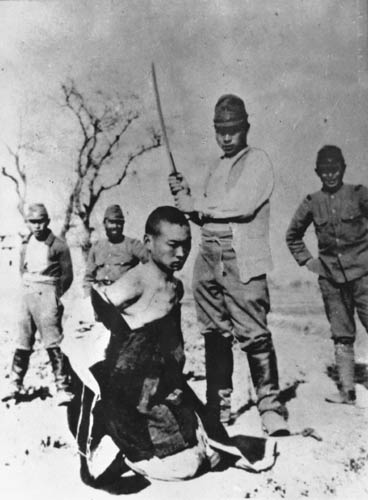
الجندي الياباني يقوم بضرب السيف على عنق الجندي الصيني الأسير.

عندما تحالف شيوعي ماو مع الوطنين الذينَ يؤيدون الرئيس الحالي لصين (تي هان كاس) واعطى الشيوعي ماو الضوء الأخضر لجيوش (كوم تي نانغ) لمحاربة التوسع الياباني وكان عدد الجيش الصيني الموحد أكثر عداداً بالمقارنة مع الجيش الياباني ولكن كان أقل خبرة وإعدادا وبدأ الاجتياح وسقطت بكين دون أي مقاومة وبدا الجيش الياباني الإعداد للاستيلاء على ” شنغهاي ” , بدأ الجيش الياباني بقصف المدينة جوياً ظناً منهُ بأنها سوف تسقط ولن تكون هنالك مقاومة وقد لقى مقاومة شرسة من قبل الصينين وكانت معارك استنزاف بين الطرفيين مما جعل القيادة اليابانية تعلن بأن اجتياح الصين سوف يأخذ أطول من المتوقع سواء كان هذا من الناحية الزمنية أو العسكرية وتم إلغاء خطة الغزو البري إلى نانكين بسبب تدهور المعنويات اليابانية في مقابل المقاومة الصينية ولكن استخدم الجيش الياباني السلاح الجوي وأصدر أمرا بقصف مدينة نانكن جوياً وكانت تلك الغارات الجوية تصيب غالباً أهدافا ليست عسكرية، خصوصاً مناطق جنوب نانكن حيث إن بالجنوب هُناك كثافة سكانية أكثر من غيرها من المناطق وعدد الغارات هو 100 غارة والإصابة هي 600 إصابة و 100 حالة وفاة وأيضاً عمد الجيش الياباني إلى استهداف البنية التحتية للمدينة وقام بقصف محطة الكهرباء وشبكة المياة ومحطة الإذاعة وأيضاً المستشفى رغم إن المستشفى عليه علامة الصليب الأحمر من فوق وتجاهل الجيش الياباني تلك العلامة وقصف المستشفى واستنكرت القوى الغربية من قصف المدينة خصوصاً من عصبة الأمم ومجلس اللوردات البريطاني وأصبحت القوى الغربية ترتب لمؤتمر (Treaty Conference) ولكن اليابان رفضت المشاركة رغم إنه تم دعوتها مرتين وكذلك ألمانيا، وسعت الصين من خلاله بأن تطالب من القوى الغربية بالدخول حتى تحيل دونها ودون سقوط شانغهاي ولكن المؤتمر لم يأت بجديد حيث قال الرئيس الأمريكي بأن أمريكا حالياً بعيدة عن قرار الحرب مع قوة عظمى في ذلك الوقت وهي اليابان وأضاف ولا بد من إيجاد بعض الوسائل الفعالة إلى تفعيل الإرادة الجماعية للدول التي ترغب في تسوية الخلافات الدولية بالوسائل السلمية وعلقت اليابان بأن المشكلة بين الصين واليابان فقط ولا حاجة لتدخل من لا شأن له ولم يحدث تدخل غربي وانتهى المؤتمر دون نتائج تذكر وهو إدانة جماعية لليابان بسبب غزوها باستثناء إيطاليا التي لم تدين اليابان، واستمر القتال بعد المؤتمر ولكن أصدر أمر بانسحاب من شنغهاي إلى نانكين حتى يتم حمايتها ولا تسقط العاصمة ولكن دمرت القوات الصينية بسبب عدم وجود تنسيق بين الجنود والقيادة.
وأمرت القيادة الصينية جميع الوحدات بانسحاب من شنغهاي والبقاء في المدن الغربية أمثال (كونشان) وتشكيل خطوط دفاع لصد الجيش الياباني حتى لا يستطيع الوصول إلى نانكين، ومع وصول اليابانين إلى مدينة (كونشان) تلقى الجيش الصيني خسارة فادحة بسبب قلة الذخيرة والإمدادات وخسرت المدينة في يومين فقط، ومن كان في خط Wufu كانت هي آخر قوات الصينية قبل نانكين، كانت على وشك الانهيار بسبب الضربات اليابانية، وبالفعل في 19 نوفمبر وذهب الجيش الصيني إلى الخط الذي بعده وهو خط Hindenberg التي أنفقت الحكومة الصينية أموالا طائلة لبنائة حتى لا يتم اختراقه والوصول إلى العاصمة نانكين وكان هو الخط النهائي الذي يفصل بين شنغهاي ونانكين ولكن لسوء الحظ بأنه سقط في اسبوعين فقط.

## الطريق إلى المذبحة

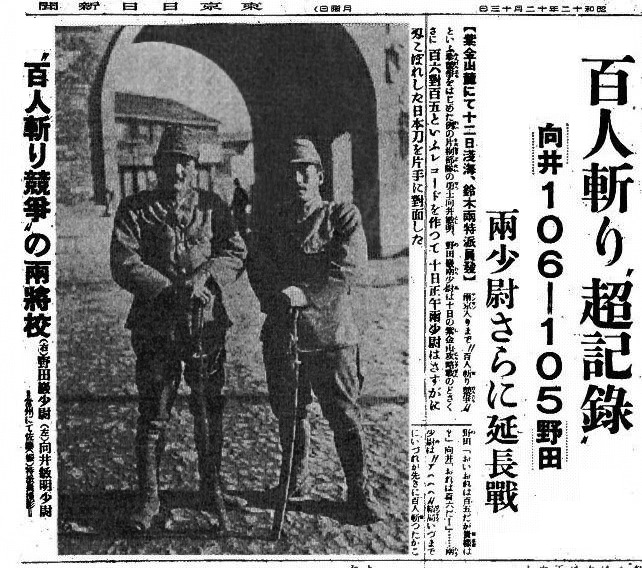
ضابطين من الجيش الياباني، توشياكي موكاي وتسويوشي نودا، يتنافس في مسابقة لقتل 100 شخص بالسيف.

قررت هيئة الأركان العامة في طوكيو عدم التوسع والانسياح في أراضي الصين الشاسعة بسبب تكبدهم خسائر فادحة وانخفاض الروح المعنوية لقواتهم وطلب الجنرال الياباني (ماتسوي) رغم ذلك من القيادة العامة السماح له بالزحف نحو نانكين، وسبب تقدم الجنرال الياباني (ماتسوي) هو بسبب قرار الجنرال الصيني (تشانغ كاي شيك) إن سقوط مدينة ” نانكين ” مسألة وقت وإن مجابهة الجيش الياباني ليست إلا إبادة لقوات النخبة الصينية وقبل خطة مقترحة من الألمان بسحب قواته إلى أراضي الصين الشاسعة واستخدامها في حرب استنزاف وحرب كر وفر حتى يتعب الجيش الياباني ولكن لم يعمل بها وأعلن (تشانغ كاي تشيك) بأنه سوف ينقل العاصمة من ” نانكين ” إلى مدينة ” تشونغتشينغ ” ونقل مقر القيادة العسكرية إلى مدينة ” Hankou ” وقامت القوة التابعة لقائد العسكري Tang Shengzhi بإرسال منشورات إلى الأجانب تحثهم على الرحيل لأنهم لن يستطيعوا حمايتهم بعد الآن، ومع استمرار الغارات اليابانية على مدينة نانكين هرب الاثرياء الصينون وأغلب الاجانب من المدينة وأتى قرار الاجتياح بصدور قرار رسمي لدخول نانكين عاصمة الصين، عندما رست 100 سفينة حربية يابانية على شاطئ ” هانغ زو ” وكان عدد الجنود اليابانين وقتها 200,00 جندي وبدأ 15 فيلق زحفهم إلى نانكين عبر 3 طرق مختلفة وبدأ الجيش الياباني بارتكاب أول جرائمة عندما قام يبيد الناس الذين يصادفهم في طريقة وقام بإحراق القرى والمدن وهو زاحف إلى العاصمة الصينية وفر الكثير من سكان المدينة خوفاً من إتباع الجيش الياباني إستراتيجية (الأرض المحروقة) وهي قتل الأخضر واليابس، بينما أصدر الكومينتانغ المقاوم أنه مستعد بتحويل جميع قطع أرض الصين إلى جحيم فضلاً عن تسليمها إلى العدو (اليابان)، وصل اليابانين إلى العاصمة بعد قتلهم 20,000 جندي صيني فجمع الجنرال (تشانغ كاي شيك) الوزراء لنقاش الحال وقررو القتال حتى الموت فتوجه 100,000 جندي لدفاع عن المدينة, ان ما حصل للجنود الصينين ليس استسلام بمعنى الكلمة ولكن وحسب المؤرخة ايرس تشانج في كتابها ا[./Https://en.wikipedia.org/wiki/The_Rape_of_Nanking_(book) غتصاب نانكنج - الهولوكوست المنسية في الحرب العالمية الثانية] - ان الجنود الصينين اذلين استسلموا كان استستلامهم مبنيا على وعد الجيش الياباني بحامايتهم ورعايتهم كأسرى حرب , وبالفعل الجيش الياباني وعدهم بذلك , ولكن خلال ايام قليلة تم تصفية الالاف منهم , بل ولم يجدوا مكانا لدفنهم من كثر عددهم مما حذا بهم برمي الجثث الى النهر وحرق بعضهم وترك بعضهم لتنهشها الحيوانات .

## دخول المدينة واستباحتها
وكانت القيادة لـ الجنرال ” تان شونغ زي ” ولكن فر هذا الأخير من أرض المعركة عندما اشتد القتال حتى أصبح جيش الدفاع الصيني بلا قيادة، فقام الجنود نتيجة لهرب القائدئهم بخلع ملابسهم العسكرية والاختباء بين المدنين، نتيجة ذلك قرر الجيش الياباني بإلقاء القبض على من يُشتبه به ومن ثم إعدامهم وبدأت فصول المذبحة مع دخول اليابانين العاصمة الصينية وبدأ الجيش يحتفل بالنصر بدخولة العاصمة وبدأ التلفاز الياباني ببث صور الجيش الياباني وكان يقول المذيع (نانكين معقل الكفاح ضد اليابانين سقط أخيراً إن تسارع تقدم قواتنا نحو نانكن لا يقاوم بعد أربع أشهر من القتال العنيف استعادت قواتنا معنوياتها وكل كتيبة من كتائبنا الباسلة أرادت أن يكون لها الفخر بالدخول أولاً إلى نانيكن)
كان تاريخ دخول الجيش الياباني هو 13\12 وكان من يقود الجيش هو الأمير أساكا وهو من السلالة الحاكمة في اليابان والجنرال (ماتسوي) وبعد يومين فقط من دخول اليابانين إلى المدينة صدر قرار من الأمير أساكا بتنظيف آثار القتلى (الذينَ سقطو عندما حاول اليابانين دخولها) بإيعاز من ضباط هيئة أركان الجيش وقتها ويُقصد بقرار التنظيف هو إلقاء القبض على الجنود الصينين الذين اختبؤ بين السكان المحلين وأيضاً بتواطئ أو بقرار من الضباط جعل الجنود اليابانين يتصرفون بلا قانون وبدأت عملية التضنيف وكانت الحصيلة الأولى اغتصاب 20,000 امرأة من الفتيات أو النساء أو العجائز جميعهم طالهم الاغتصاب وشرع البعض من الجنود اليابانين بتشوية جسم الفتاة بعد اغتصابها ثم قتلها بوضع حربة أو عصاة خيزران في الأماكن الحساسة في جسمها وذكر القس McCallum في مذكراته “ بأنهُ يتم كل يوم 1000 حالة اغتصاب وأي فتاة تقاوم أو ترفض تلقى حتفها بالرصاص أو بالحربة وتبكي النساء في كل وقت من الصباح حتى المساء وأن الجيش الياباني يتصرف بلا رقيب “, وذكر أيضاً جون رابي في مذكراته (في أحد جولاتي في المدينة نلاقي جثث كل 100 – 200 متر، وكانت تبدو الجثث وكأنها أصابتها رصاصة من الخلف في مكان الظهر أي بمعنى أنه تم قتلهم وهم يحاولون الهرب وشاهدت بأم عيني نهب الجيش الياباني للمحلات التجارية".
وأيضاً في أحد المرات دخل نحو 30 جندي ياباني إلى منازل الصينين وفي أحد المرات قتلو أحد الاشخاص فركعت زوجته أمامهم وتوسلت إليهم بأن لا يقتلو أي شخص آخر ولكن تم قتلها خلف زوجها، وتم سحب أحد السيدات من تحت الطاولة وتم اغتصابها أمام ابنها واغتصبها أكثر من جندي ومن ثم تم طعنها في صدرها، وحاول الجنود اغتصاب فتاتين من نفس المنزل واعمارهم تتراوح ما بين 14-16 ولكن جدتهم وجدهم البالغين من العمر 76 – 74 حاولو الدفاع عنهم فتم قتلهم ورمي جثتهم فوق جثة الزوج وزوجته ومن ثم تم اغتصاب الفتاتين من قبل 3 رجال وشاب وبعد ذلك تم قتلها طعنناً وأيضاً قتل اختها وأكمل الجيش الياباني مجزرته بحق تلك العائلة فقتل الطفلة الصغيرة وكان عمرها ما بين 7-8 سنوات وطفلة عمرها 4 سنوات!، وفي أحد المرات شاهد أحد الجنود اليابانين امراة حامل فحاول اغتصابها فقاومته فقام هذا الجندي وطعن بطنها وأخرج أمعائها وطعن الجنين!، وفي أحد القصص بأن جنراليين يابانيين تنافسا في ما بينهم من يقتل أسرع من الآخر، فتم فقتل 200 شخص وتم قطع رؤسهم فقط لإجل مسابقة بين الجنراليين!، وحفر الجيش الياباني حفرة لعشرة آلاف جثة وهي خندق قياسة 300 متر × 5 متر وكان لوضع الجثث الصينية في مكان واحد وقدر والمؤرخين والباحثيين عدد الضحايا في الحفرة هو 12000 , وأيضاً تجميع الأسرى ومن ثم جعلهم يمشون على ألغام ارضية ومن ثم صب الغازولين عليهم وإحراقهم أحياء، ومن بقى حياً يُقتل عن طريق الحربة وتذكر المصادر بأنه تم إحراق ثلث المدينة بسبب الحرائق التي أشعلها الجيش الياباني وأحرق الجيش الياباني المباني الحكومية التي تم إنشاؤها حديثاً والعديد من المنازل الخاصة لمدنين ونهب الجيش الفقراء والأغنياء في وقت واحد وذلك بسبب عدم وجود قوى رادعة للسطو والسرقة لكثير من المناطق الصينية.
وقتل حوالي 200,000-300,00 شخص وهو الرقم الذي اختلفت فيه الحكومة اليابانية والصينية حتى الآن واستطاعت أيضأ اليابان رمي اتفاقات الدولية بالحائط لأنها في حال غزوها الصين لم تعلن الحرب حتى تُطبق عليها الاتفاقات الدولية حول أسرى الحرب.

## الجدال
اعترفت كل من الصين واليابان بحدوث فظائع في زمن الحرب. لاتزال النزاعات حول الصورة التاريخية لهذه الأحداث تسبب توترات بين اليابان من جهة والصين وغيرها من دول شرق آسيا من جهة أخرى.

### الحرب الباردة
قبل سبعينيات القرن العشرين، لم تفعل الصين سوى القليل نسبيّاً من أجل لفت الانتباه إلى مذبحة نانجنغ. وقد أكّدت إيريس تشانغ في كتابها «اغتصاب نانجنغ» أن سياسة الحرب الباردة شجعت الرئيس ماو على البقاء صامتاً نسبيّاً حول نانجنغ من أجل الحفاظ على علاقة تجاريّة مع اليابان.

## في الثقافة الشعبيّة

### الأفلام
- معركة الصين (1944)، فيلم وثائقي للمخرج الأمريكي فرانك كابرا. حصل المخرج على بعض اللقطات الحقيقيّة للفظائع التي تم ارتكابها في نانجنغ.[20]
- شمس سوداء: مجزرة نانجنغ (1995)، للمخرج الصيني مو تون فاي، يعيد الفيلم تصوير أحداث مذبحة نانجينغ.
- لا تبك، نانجنغ (1995)، المعروف أيضاً باسم نانجينغ 1937، من إخراج وو زينيو هو فيلم خيالي تاريخي، يركّز على طبيب صيني وزوجته اليابانيّة وأطفالهم، أثناء مواجهتهم للحصار وسقوط نانجنغ.
- رعب في الشرق (2000)،[21] فيلم وثائقي أنتجته شركة لورنس ريس لبي بي سي، يتفحّص هذا الفيلم الفظائع وعمليّات النهب التي ارتكبتها القوّات العسكريّة اليابانيّة الإمبراطوريّة بين عامي 1931 و1945. يتضمّن هذا الفيلم التدريب الوحشي للقوات اليابانيّة المسلّحة.
- محاكمة طوكيو (2006)، تدور أحداث الفيلم حول المحكمة العسكريّة الدوليّة للشرق الأقصى.
- أطفال هوانغ شي (2008)، قصة الصحفي الإنجليزي جورج هوغ الذي التقط صوراً لمذبحة نانجنغ نجا هذا الصحفي من الموت بقطع الرأس، وفرّ إلى دار أيتام في هوانغ شي.
- نانجنغ (2007)، من إخراج بيل غوتنتاغ ودان ستورمان، الذي يستعمل الخطابات والمذكّرات من تلك الحقبة، بالإضافة إلى لقطات أرشيفيّة ومقابلات مع الضحايا الناجين والمشاركين في المجزرة.

بالإضافة إلى العديد من الأفلام الأخرى حول فظائع هذه المجزرة.

## معرض صور

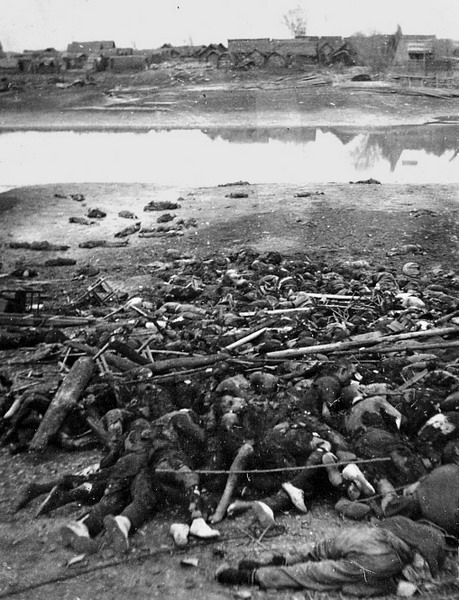
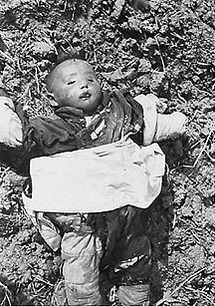
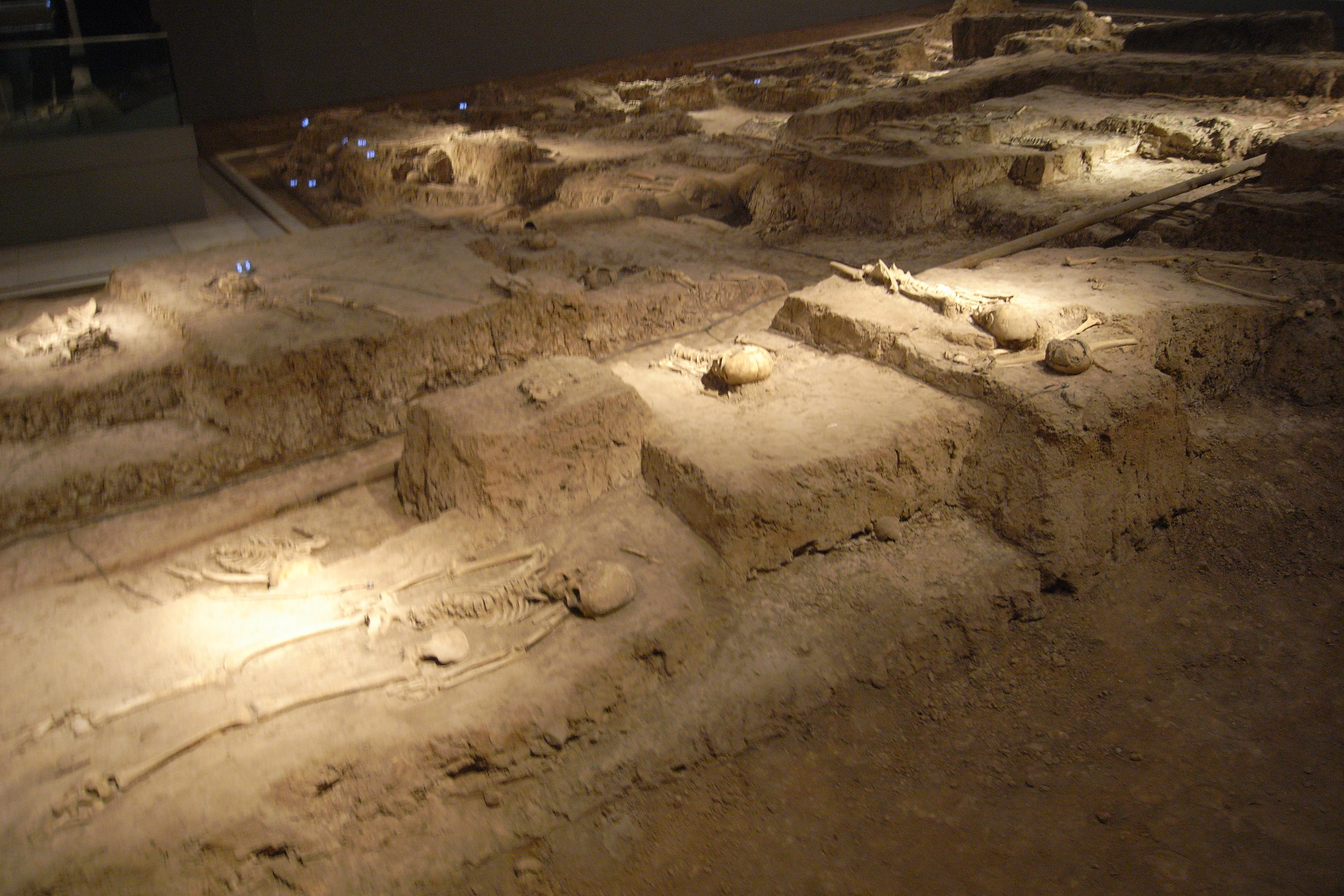

## وصلات خارجية
- Documents of Nanjing Massacre – يونسكو
- BBC News: Nanjing remembers massacre victims
- Online Documentary: The Nanking Atrocities A master's degree thesis that delves into the atrocity
- English translation of a classified Chinese document on the Nanjing Massacre
- Japanese Imperialism and the Massacre in Nanjing by Gao Xingzu, Wu Shimin, Hu Yungong, & Cha Ruizhen
- Kirk Denton, "Heroic Resistance and Victims of Atrocity: Negotiating the Memory of Japanese Imperialism in Chinese Museums"
- The Nanjing Incident: Recent Research and Trends by David Askew in the Electronic Journal of Contemporary Japanese Studies, April 2002

1. ↑  Iris Chang. The rape of nanking.